# Vô sắc lạp

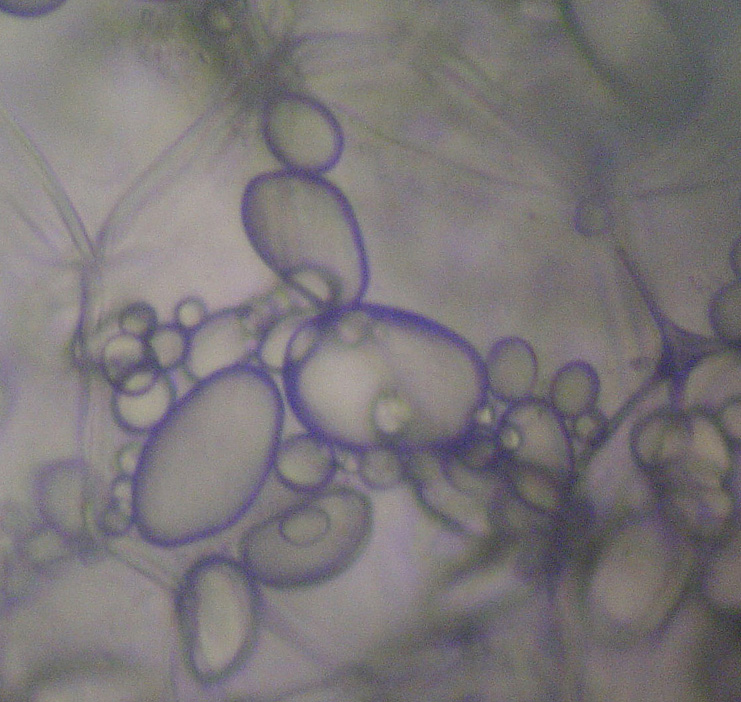
Một loại vô sắc lạp: lạp bột.

Vô sắc lạp (bạch lạp, lạp không màu, tiếng Anh: leucoplast) là một nhánh của lạp thể, loại bào quan có mặt trong tế bào thực vật. Chúng không chứa sắc tố, trái ngược với các lạp thể khác như lục lạp, sắc lạp.
Do thiếu mất các sắc tố quang hợp, vô sắc lạp không có màu xanh lục và được phân bố trong các mô không quang hợp ở thực vật, như rễ, củ và quả. Chúng có khả năng chuyên hóa cho chức năng lưu trữ một lượng lớn tinh bột, lipid hay protein, vì vậy còn gọi tương ứng là lạp bột (amyloplast), lạp dầu (elaioplast) hay lạp đạm (proteinoplast). Tuy nhiên, trong nhiều loại tế bào, vô sắc lạp không có vai trò dự trữ chuyên hóa mà thay vào đó có mặt để cung cấp một loạt các chức năng sinh tổng hợp cần thiết, bao gồm tổng hợp các axit béo như axit palmitic, nhiều loại amino acid và các hợp chất tetrapyrrole (4 vòng pyrrole) như heme. Nói chung, vô sắc lạp có kích thước nhỏ hơn nhiều so với lục lạp và đa dạng về hình thái, thông thường miêu tả dưới dạng amip. Một mạng lưới rộng lớn các ống stromule kết nối các vô sắc lạp được quan sát thấy trong các tế bào biểu bì rễ, trụ dưới lá mầm và cánh hoa, cũng như cả mô sẹo và dịch nuôi cấy huyền phù tế bào cây thuốc lá. Trong một số loại tế bào ở những giai đoạn nhất định của quá trình sinh trưởng-phát triển, vô sắc lạp quần tụ bao quanh nhân với những ống stromule kéo dài đến tận khu vực ngoại vi tế bào. Ta có thể quan sát thấy vô sắc lạp ở biểu bì lá cây sò huyết, khoai lang, thài lài tía.
Tiền lục lạp (etioplast) là loại lục lạp non chưa trưởng thành, nhưng cũng có khả năng là lục lạp không được chiếu sáng, thiếu sót sắc tố quang hợp và có thể được coi là một loại vô sắc lạp. Sau vài phút tiếp xúc với ánh sáng, tiền lục lạp bắt đầu chuyển hóa thành lục lạp và ngưng lại trạng thái vô sắc lạp. Tiền lục lạp là lạp thể không màu, lưu trữ chất dinh dưỡng và chứa những cấu trúc túi phiến, thường có mặt trong những cây trồng úa vàng không được chiếu sáng một thời gian dài. Còn ở những loại vô sắc lạp chính, lạp bột chuyên hóa tổng hợp tinh bột thứ cấp và dự trữ dưới dạng các hạt tinh bột kích thước lớn. Lạp đạm tập trung nhiều protein và tìm thấy trong hạt (hay quả đậu). Lạp dầu chuyên lưu trữ mỡ và dầu, có mặt trong hạt cây.